# The Wash (canção)
"The Wash" é uma canção colaborativa dos rapper's estadunidenses Dr. Dre e Snoop Dogg, lançada como segundo single para a trilha sonora do filme The Wash. A canção foi produzida pelo próprio Dr. Dre, juntamente com DJ Pooh. A canção faz diversas referencias a "Nuthin' but a "G" Thang" um dos maiores sucessos dos dois rapper's, lançada dez anos antes.

## Faixas
- CD single[2]

1. "The Wash" - 3:20
2. "The Next Episode" (Instrumental) - 2:42

- 12" vinyl[3]

1. "The Wash" (Radio Mix) - 3:20
2. "The Wash" (LP Version) - 3:20
3. "The Wash" (Instrumental) - 3:20
4. "The Wash" (Acapella) - 3:20

## Desempenho nas paradas
| Paradas (2001-02)                               | Melhor posição |
| ----------------------------------------------- | -------------- |
| Estados Unidos (Bubbling Under Hot 100 Singles) | 7              |
| Estados Unidos (Billboard R&B/Hip-Hop Songs)    | 43             |
| Estados Unidos (Billboard Radio Songs)          | 23             |
| França (SNEP)                                   | 58             |
| Japão (Tokio Hot 100)                           | 43             |